# Bitterzoet (single van Eefje de Visser)
Bitterzoet is een nummer van de Nederlandse zangeres Eefje de Visser uit 2019. Het is de derde single van haar gelijknamige vierde studioalbum.
Op Instagram zei De Visser dat het proces voorafgaand aan het nummer lang was. Volgens De Visser was het "een trage zoektocht naar de juiste vorm, sound en feel voor dit lied, of eigenlijk voor heel de plaat".  Bitterzoet werd geen hit in Nederland, maar in Vlaanderen, waar De Visser ook woont, was het succesvoller met een 10e positie in de Tipparade.

## Tracklijst
Muziekdownload
1. "Bitterzoet" - 3:58